# Стратфорд (Коннектикут)
Стратфорд (англ. Stratford) — місто (англ. town) в США, в окрузі Ферфілд штату Коннектикут. Населення — 52 355 осіб (2020). Місцерозташування штаб-квартири і заводу компанії Sikorsky Aircraft Corporation з 1928 року.

## Демографія
Згідно з переписом 2010 року, у місті мешкали 51 384 особи в 20 095 домогосподарствах у складі 13 614 родин. Було 21091 помешкання
Расовий склад населення:
| - 76,4 % — білих - 14,3 % — чорних або афроамериканців - 2,4 % — азіатів - 0,2 % — корінних американців - 0,1 % — вихідців з тихоокеанських островів - 4,2 % — осіб інших рас |

До двох чи більше рас належало 2,5 %. Частка іспаномовних становила 13,8 % від усіх жителів.
За віковим діапазоном населення розподілялося таким чином: 22,0 % — особи молодші 18 років, 60,5 % — особи у віці 18—64 років, 17,5 % — особи у віці 65 років та старші. Медіана віку мешканця становила 42,2 року. На 100 осіб жіночої статі у місті припадало 89,0 чоловіків; на 100 жінок у віці від 18 років та старших — 86,0 чоловіків також старших 18 років.
Середній дохід на одне домашнє господарство становив 90 991 долар США (медіана — 72 757), а середній дохід на одну сім'ю — 106 894 долари (медіана — 90 718). Медіана доходів становила 63 105 доларів для чоловіків та 50 764 долари для жінок. За межею бідності перебувало 8,2 % осіб, у тому числі 11,3 % дітей у віці до 18 років та 6,7 % осіб у віці 65 років та старших.
Цивільне працевлаштоване населення становило 27 123 особи. Основні галузі зайнятості: освіта, охорона здоров'я та соціальна допомога — 29,2 %, виробництво — 12,2 %, науковці, спеціалісти, менеджери — 11,7 %, роздрібна торгівля — 11,3 %.